# Vignale Monferrato
Vignale Monferrato – miejscowość i gmina we Włoszech, w regionie Piemont, w prowincji Alessandria.
Według danych na styczeń 2010 gminę zamieszkiwało 1101 osób przy gęstości zaludnienia 58,6 os./1 km².